# Maria II de Portugal
Maria II (nome completo: Maria da Glória Joana Carlota Leopoldina da Cruz Francisca Xavier de Paula Isidora Micaela Gabriela Rafaela Gonzaga; Rio de Janeiro, 4 de abril de 1819 – Lisboa, 15 de novembro de 1853), cognominada "a Educadora" e "a Boa Mãe", foi Rainha de Portugal por duas vezes: primeiro de 1826 a 1828, quando foi deposta pelo seu tio D. Miguel, e depois, de 1834 até à sua morte, em 1853. Era a filha mais velha do rei Pedro IV (imperador Pedro I do Brasil) e da sua primeira esposa, a arquiduquesa Maria Leopoldina da Áustria.

## Biografia

### Nascimento
Dona Maria da Glória Joana Carlota Leopoldina da Cruz Francisca Xavier de Paula Isidora Micaela Gabriela Rafaela Gonzaga nasceu em 4 de abril de 1819 no Palácio de São Cristóvão, cidade do Rio de Janeiro, Reino Unido de Portugal, Brasil e Algarves, sob o título de Princesa da Beira e posteriormente Princesa Imperial do Brasil. Era a filha mais velha do então príncipe real Pedro de Alcântara e da sua primeira esposa, a arquiduquesa Maria Leopoldina da Áustria. Maria da Glória foi a única monarca da Europa a nascer fora de terras europeias, embora tenha nascido dentro de território português.

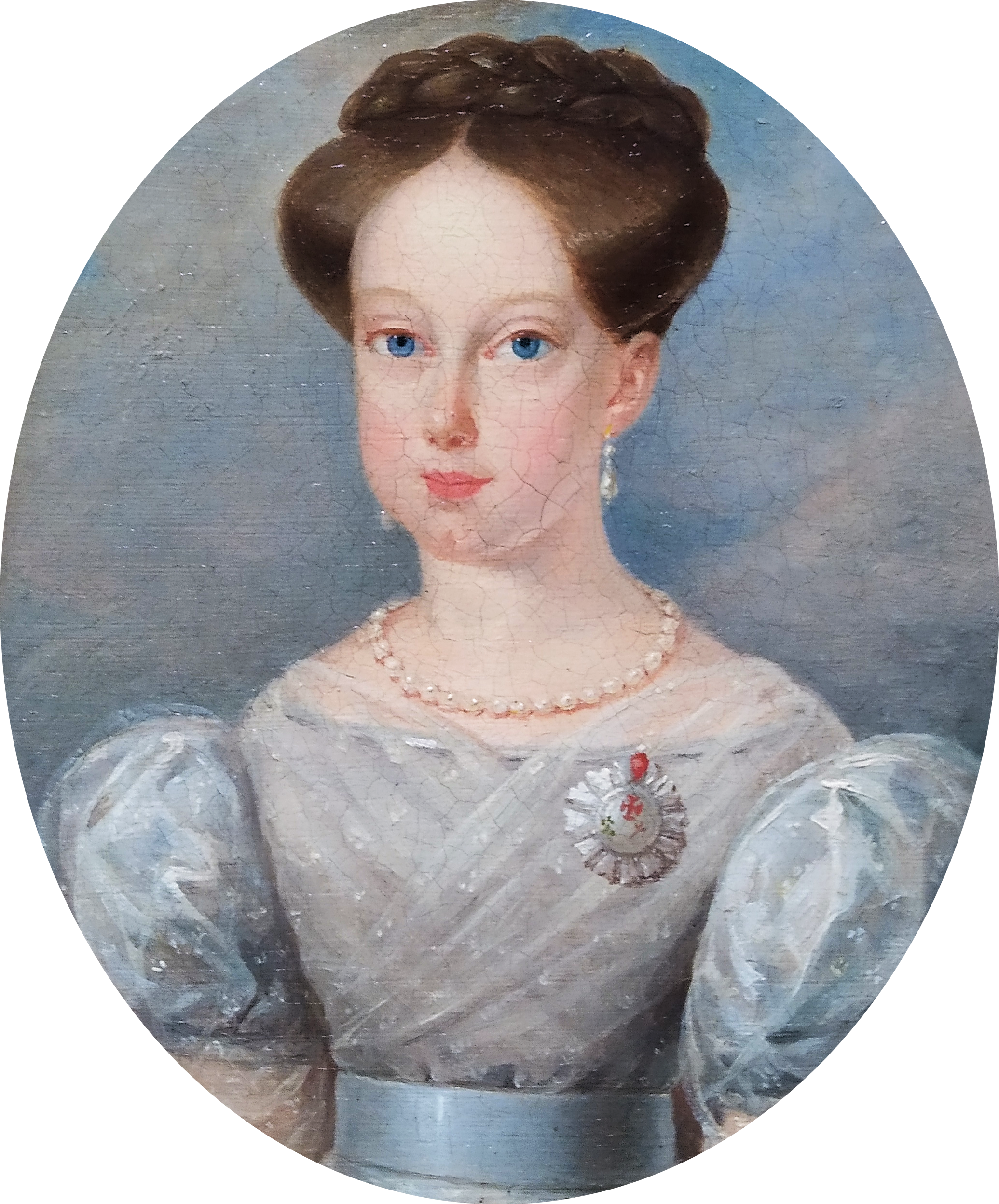
D.Maria II de Portugal por Simplício Rodrigues de Sá

### Início do reinado
Pedro ascendeu ao trono português em março de 1826, como Pedro IV. A 29 de abril, outorgou aos portugueses uma constituição livre, a carta constitucional. Porém, rapidamente abdicou em favor da sua filha mais velha, que se tornou Rainha de Portugal e dos Algarves como Maria II, aos sete anos de idade, pois os brasileiros não aceitaram que o imperador cingisse a coroa portuguesa, o que resultaria na unidade da antiga monarquia, da qual se haviam libertado. 
A abdicação era condicional: a princesa casaria com o seu tio paterno, o infante Miguel, e enquanto se não realizasse o consórcio, e o novo regime não dominasse em Portugal, continuaria a regência da infanta Isabel Maria em nome de Pedro IV.
Miguel residia em Viena, para onde fora mandado, por carta régia de 12 de maio de 1824, depois da revolta de 30 de abril ou Abrilada. 
A 31 de julho de 1826 foi jurada a constituição em Portugal. Miguel, em Viena, também a jurou em 4 de outubro, pronto a obedecer às vontades do irmão Pedro, e efetuou, por procuração, os seus esponsais com a sobrinha perante a corte de Viena, a 29 de outubro. Foi dispensado o impedimento de consanguinidade por breve do papa Leão XII, estando a rainha representada no acto, em virtude do alvará que para tal fim fora conferido em 28 de abril de 1826, pelo "barão de Vila Seca", enviado extraordinário e ministro plenipotenciário do Império do Brasil junto à corte do imperador Francisco I, como participado às cortes pela infanta regente.
Em vista do procedimento do infante Miguel no acto de jurar a carta constitucional, quando tempos depois, no meio da agitação dos partidos que se gladiavam, dos tumultos e das revoltas, Isabel Maria adoeceu, Pedro não hesitou em nomear, em nome da rainha Maria II, Miguel seu lugar-tenente e regente do reino, por decreto de 3 de setembro de 1827, resolvendo enviar a filha para Viena a completar a educação na corte do seu avô.
A rainha Maria II deixou o Rio de Janeiro rumo à Europa a 5 de julho de 1828, acompanhada por Felisberto Caldeira Brant, Marquês de Barbacena, que fora escolhido pelo próprio Pedro para a acompanhar.

### Levantamento absolutista

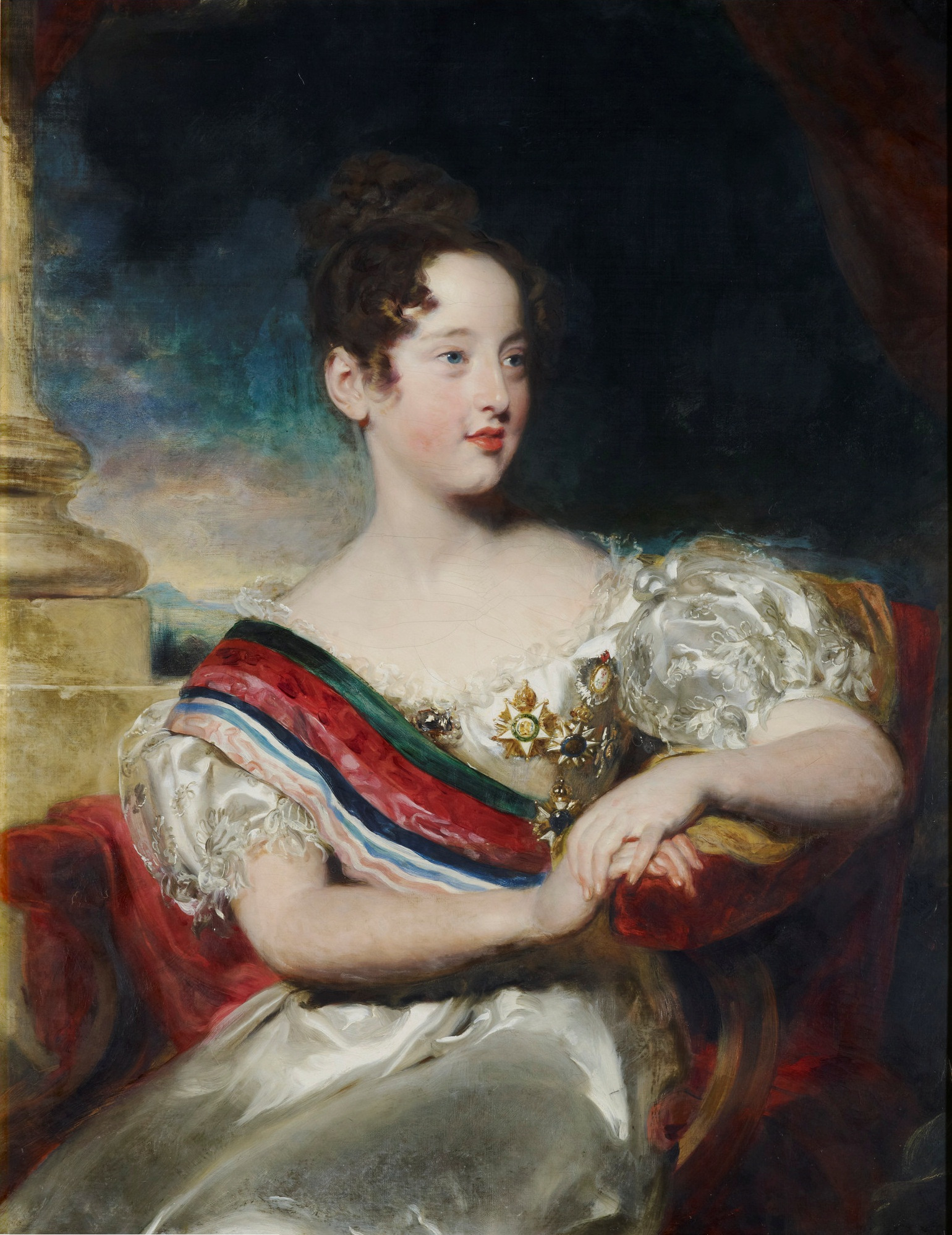
Maria II, 1829 por Thomas Lawrence, na Royal Collection

Miguel chegara a Lisboa em 22 de fevereiro de 1828. A tomada de posse oficial da regência ocorreria quatro dias mais tarde.
Em 13 de março de 1828, Miguel dissolveu as cortes, convocando a 3 de maio o conselho dos três Estados para que "por modo solene e legal, segundo os usos e estilos desta Monarquia, e na forma praticada em semelhantes ocasiões, reconheçam a aplicação de graves pontos do Direito português". O conselho reuniu-se em 23 de junho e Miguel foi aclamado rei em 11 de julho.
Começaram então as Guerras Liberais que se prolongam até 1834, ano em que Maria foi reposta no trono e Miguel exilado para a Alemanha.
O Marquês de Barbacena, chegando a Gibraltar com a princesa em 3 de setembro de 1828, teve conhecimento, por um emissário, do que se passava em Portugal e compreendeu que Miguel viera de Viena resolvido a encabeçar o movimento absolutista, aconselhado pelo príncipe Klemens Wenzel von Metternich, que dirigia a política europeia, sendo assim perigoso a jovem rainha seguir para Viena. Tomando a responsabilidade, mudou a direção da viagem, e partiu para Londres, onde chegou a 7 de outubro. A política inglesa nada favorecia os seus intuitos. O gabinete do Duque de Wellington patrocinava abertamente Miguel, de sorte que o asilo que o marquês procurara não era seguro. Maria II foi recebida na corte com as honras devidas à sua elevada hierarquia, mas os ingleses impediam os seus súbditos ali emigrados de irem reforçar a guarnição da ilha Terceira.
O golpe de Estado de Miguel não passara sem protestos. A 16 de maio de 1828 revoltava-se a guarnição do Porto e a 25 em Lagos um batalhão de infantaria. As revoltas foram sufocadas. Saldanha, Palmela, e outros, que tinham vindo para tomar a direção do movimento do Porto, reembarcaram no Belfast, que os trouxera; a guarnição do Porto, reforçada pelos voluntários académicos de Coimbra e por outras tropas liberais, emigrava para a Galiza e dali para Inglaterra. 
Em janeiro de 1829, à frente duma pequena expedição liberal, tentou Saldanha desembarcar na Terceira, mas não lho consentiu a fragata britânica Ranger, cuja vigilância não pôde, contudo, evitar que a 22 de junho o Conde de Vila Flor, mais tarde duque da Terceira, conseguisse desembarcar. A tempo, porque em agosto de 1829 aparecia na frente da ilha a grande esquadra miguelista que lançou em terra um corpo de desembarque. Deu-se então a batalha de 11 de agosto na vila da Praia, em que os miguelistas foram derrotados. Quando os emigrados na Inglaterra receberam a notícia da vitória, sentiram grande entusiasmo. Logo perderam as esperanças ao saber que a jovem rainha voltava para o Brasil. Na verdade, a situação de Maria II na corte inglesa, ao lado do ministério no poder, tornava-se embaraçosa e humilhante. A rainha saiu de Londres para se ir encontrar com a sua futura madrasta, Amélia de Leuchtenberg. Partiram juntas em 30 de agosto de 1829 para o Rio de Janeiro, chegando a 16 de outubro.
Julgava-se perdida a causa constitucional. Os emigrados dispersos (França, Inglaterra e Brasil) dividiam-se em fações rivais. Só a ilha Terceira reconhecia os princípios constitucionais, e mesmo ali apareciam guerrilhas miguelistas. França estava já disposta a reconhecer o governo de Miguel quando em 1830 rebentou em Paris a revolução de julho, o que fez animar os liberais portugueses.

### Guerra civil

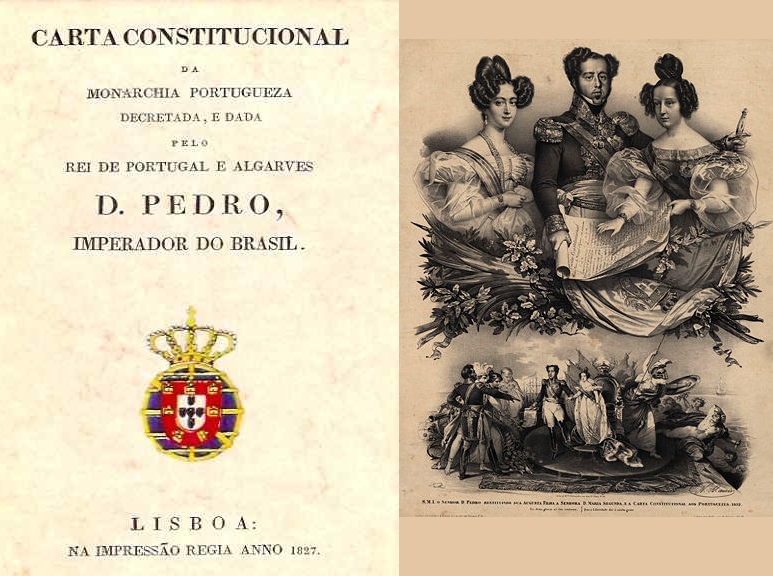
A carta constitucional e a família real

Em 1831, Pedro I abdicou, a 7 de abril, da coroa imperial do Brasil em nome do seu filho Pedro II do Brasil, irmão de Maria II, e veio para a Europa com a filha e a segunda mulher, sustentar os direitos da filha à coroa de Portugal. Tomou o título de duque de Bragança, e de Regente em seu nome.
Quase ao mesmo tempo a regência da ilha Terceira, nomeada por Pedro e composta pelo marquês de Palmela, o conde de Vila Flor e José António Guerreiro, preparou uma expedição que em pouco tempo se apossou dos Açores. Enquanto se ampliava, assim, o território constitucional, Pedro desembarcava em França, sendo acolhido com simpatia pelo novo governo e por Luís Filipe I. O governo de Miguel desacatara as imunidades dos súbditos franceses e não satisfizera de pronto as reclamações do governo francês, que mandara uma esquadra comandada pelo almirante Roussin forçar a barra de Lisboa e impor humilhantes condições de paz.
Pedro deixou a filha em Paris para acabar a sua educação, entregue à madrasta, com bons mestres, e partiu para os Açores à frente duma expedição organizada em Belle-Isle, reunindo os seus partidários. Chegando aos Açores a 3 de março de 1832, formou novo ministério, juntou um pequeno exército, cujo comando entregou ao conde de Vila Flor, e dando o comando da esquadra ao almirante Sartorius, partiu para Portugal continental, desembarcando a 8 de julho na Praia da Memória, em Matosinhos. Seguiu-se o cerco do Porto e uma série de combates, até que, a 24 de julho de 1833, o duque da Terceira entrou vitorioso em Lisboa, depois de ter ganho, na véspera, a batalha da Cova da Piedade. Porto e Lisboa, as principais cidades, estavam no poder dos liberais. Pedro veio para Lisboa, e mandou vir a sua filha de Paris.

### Proclamação da maioridade
Em 18 de setembro de 1834 o Parlamento de Portugal aprovou a maioridade de D. Maria II, passando a reinar sem a figura do regente.

### Casamentos

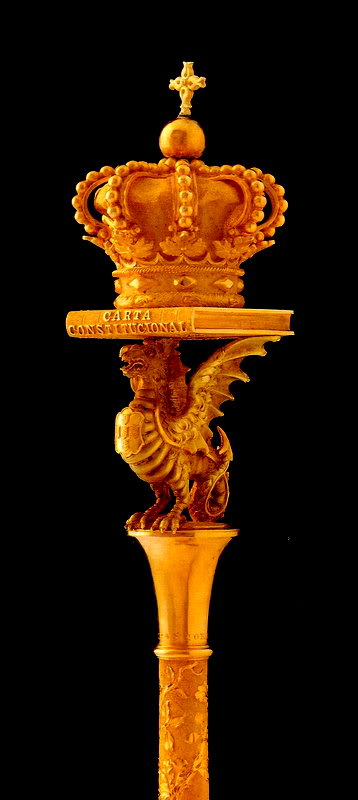
Ceptro do dragão, feito para a aclamação da rainha Maria II, simbolizando a Coroa de Portugal, a carta constitucional, e um dragão emblemático da Casa de Bragança

Com dispensa papal, por procuração, em 29 de outubro de 1826 casou com o seu tio, o infante D. Miguel de Bragança (1802-66). Porém, esse casamento foi dissolvido ou declarado nulo em 1 de dezembro de 1834.
Casou em Munique, na Alemanha, por procuração, no dia 1 de Dezembro de 1834 e ao vivo, em pessoa, na cidade de Lisboa, em Portugal, a 26 de janeiro de 1835 com o príncipe Augusto de Beauharnais. Baptizado Augusto Carlos Eugénio Napoleão de Beauharnais, nasceu em Milão a 9 de dezembro de 1810 e morreu a 28 de março de 1835, com doença de difteria, no Paço Real das Necessidades, em Lisboa. Segundo duque de Leuchtenberg, Príncipe de Eichstätt, feito príncipe de Portugal pelo casamento e 1.° duque de Santa Cruz no Brasil, feito em 5 de novembro de 1829 pelo seu sogro e cunhado Pedro I do Brasil. Era filho de Eugénio de Beauharnais e da princesa Augusta da Baviera, e irmão mais velho da imperatriz Amélia, madrasta de Maria II.
Havia necessidade de um segundo marido. Apareceram candidatos de França, Nápoles, Alemanha e Sardenha e foi escolhido o sobrinho do rei Leopoldo I dos belgas.
Em 1836 casou com o príncipe Fernando de Saxe-Coburgo-Koháry, baptizado Fernando Augusto Francisco António de Saxe-Coburgo-Koháry, nascido em Viena em 29 de outubro de 1816 e morto em Lisboa a 15 de dezembro de 1885, no Paço Real das Necessidades, estando sepultado no mosteiro de São Vicente de Fora. O contrato matrimonial foi assinado no fim de 1835. Meses depois, chegou o marido. Haviam casado em Coburgo por procuração em 1 de janeiro de 1836 e, em Lisboa, em pessoa, na Sé patriarcal em 9 de abril de 1836. O príncipe alemão passou a Rei Consorte de Portugal, como D. Fernando II, em 16 de setembro de 1837, após o nascimento de um filho varão. Regente do reino durante a menoridade do filho D. Pedro V e, depois da morte deste, até à chegada a Portugal do filho D. Luís I. Tiveram 11 filhos. Era filho do príncipe Fernando de Saxe-Coburgo-Gota, e da sua esposa, a princesa Maria Antônia de Koháry. Viúvo, o rei D. Fernando II casaria de novo em 1869 com a sua companheira de longa data, a cantora Elise Hensler, feita condessa de Edla.

### Reinado
Após a revolução liberal, na sequência da reforma administrativa de 1836, a rainha Maria II entregou o foral de concelho ao Seixal, no dia 6 de novembro.
Foi no seu reinado, em 1853, que começou a circulação do selo em Portugal (com a sua cara) pago pelo remetente e não pelo destinatário, como era habitual antes da criação do selo. Foi por isso que as cartas antes da época da criação normalmente não eram recebidas pelo destinatário.
O Teatro Nacional Maria II, no Rossio (zona central de Lisboa), tem o seu nome por ter sido inaugurado no dia de aniversário da rainha.

### Morte
D. Maria II engravidou 12 vezes e teve 11 partos, tudo isto em 16 anos, a uma média de filho por cada 17 meses. Desde a sua primeira gravidez, aos dezoito anos de idade, Maria II enfrentou problemas para dar à luz, com trabalhos de parto prolongados e extremamente difíceis. Exemplo disso foi a sua terceira gestação, cujo trabalho de parto durou 32 horas, findas as quais, foi retirada a fórceps uma menina, baptizada in articulo mortis com o nome de Maria (1840).
Aos 25 anos de idade e na sua quinta gestação, a soberana tornou-se obesa e os seus partos tornaram-se ainda mais complicados. Em 1847 o sofrimento fetal que precedeu o nascimento do seu oitavo filho — o infante D. Augusto de Bragança — trouxe ao mundo uma criança "bastante arroxada e com pouca respiração".
A perigosa rotina de gestações sucessivas, somada à obesidade (que terminou por causar-lhe problemas cardíacos) e à frequência de partos distócicos (preocupante, especialmente por tratar-se de uma multípara) levaram os médicos a alertarem a rainha sobre os sérios riscos que corria. Indiferente aos avisos, Dona Maria II limitava-se a retrucar: "Se morrer, morro no meu posto".

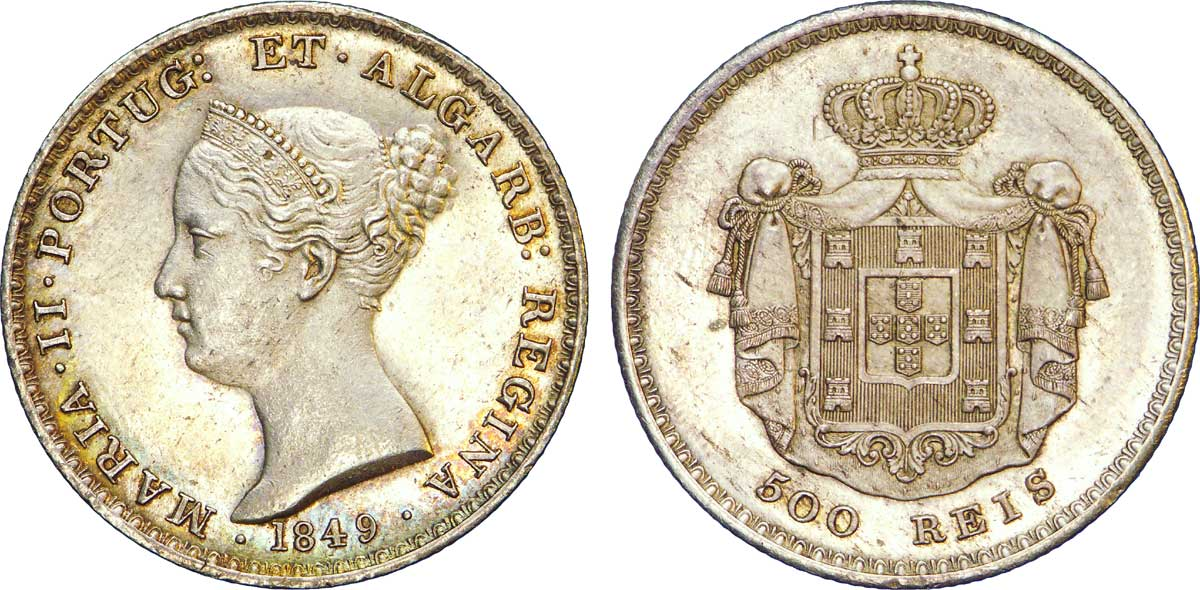
Maria II, 1849

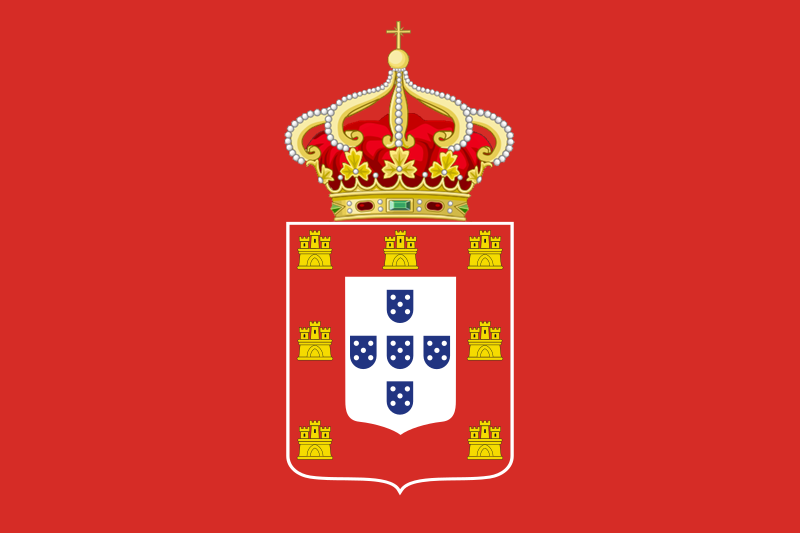
Bandeira pessoal de e de D. Maria II

Em 15 de novembro de 1853, treze horas após o início do trabalho de parto do natimorto infante Dom Eugénio, o seu 11.º filho, Dona Maria II morreu, aos 34 anos de idade. O anúncio da morte foi publicado no Diário do Governo de 16 de novembro de 1853:
"Paço das Necessidades, 15 de Novembro de 1853, à meia hora depois do meio dia.
Sua Magestade a Rainha começou a sentir annuncios do parto às nove horas e meia da noite de hontem. Appareceram difficuldades no progresso do mesmo parto, as quaes obrigaram os facultativos a recorrer a operações, pelas quaes se conseguiu a extracção de um Infante, de tempo, que recebeu o baptismo antes de extrahido.
O resultado destas operações teve lugar às dez horas da manhã. Desgraçadamente, passada hora e meia, Sua Magestade, exhausta de todas as forças, rendeo a alma a Deos, depois de haver recebido todos os sacramentos.
- Francisco Elias Rodrigues da Silveira. Dr. Kessler. Ignacio António da Fonseca Benevides. António Joaquim Farto. Manuel Carlos Teixeira."
Em carta datada de 28 de novembro de 1853, a duquesa de Ficalho, camareira da rainha, relata o desenlace ao seu irmão, o 2.º conde do Lavradio:
"Às duas horas depois da meia-noite do dia 14 para 15, recebi ordem para ir para o Paço, onde cheguei perto das três. Achei já a Imperatriz no quarto da Rainha, para onde entrei logo, achando Sua Majestade incomodada e mesmo pouco fora do seu costume. Assim estivemos até às cinco horas, e então saímos do quarto imediato e perguntámos ao Teixeira o que achava, dizendo-nos: "Sua Majestade vai bem mas devagar". Eu não gostei; e assim se foi passando até às oito horas e meia. Então é que o Teixeira chamou os facultativos, que estavam fora e que não tinham visto a Rainha, e, logo que a examinaram, decidiu-se a horrível operação. Os facultativos eram o Teixeira, o Farto e o Kessler, e os médicos eram o Elias e o Benevides. O Kessler deu logo o caso por muito perigoso.

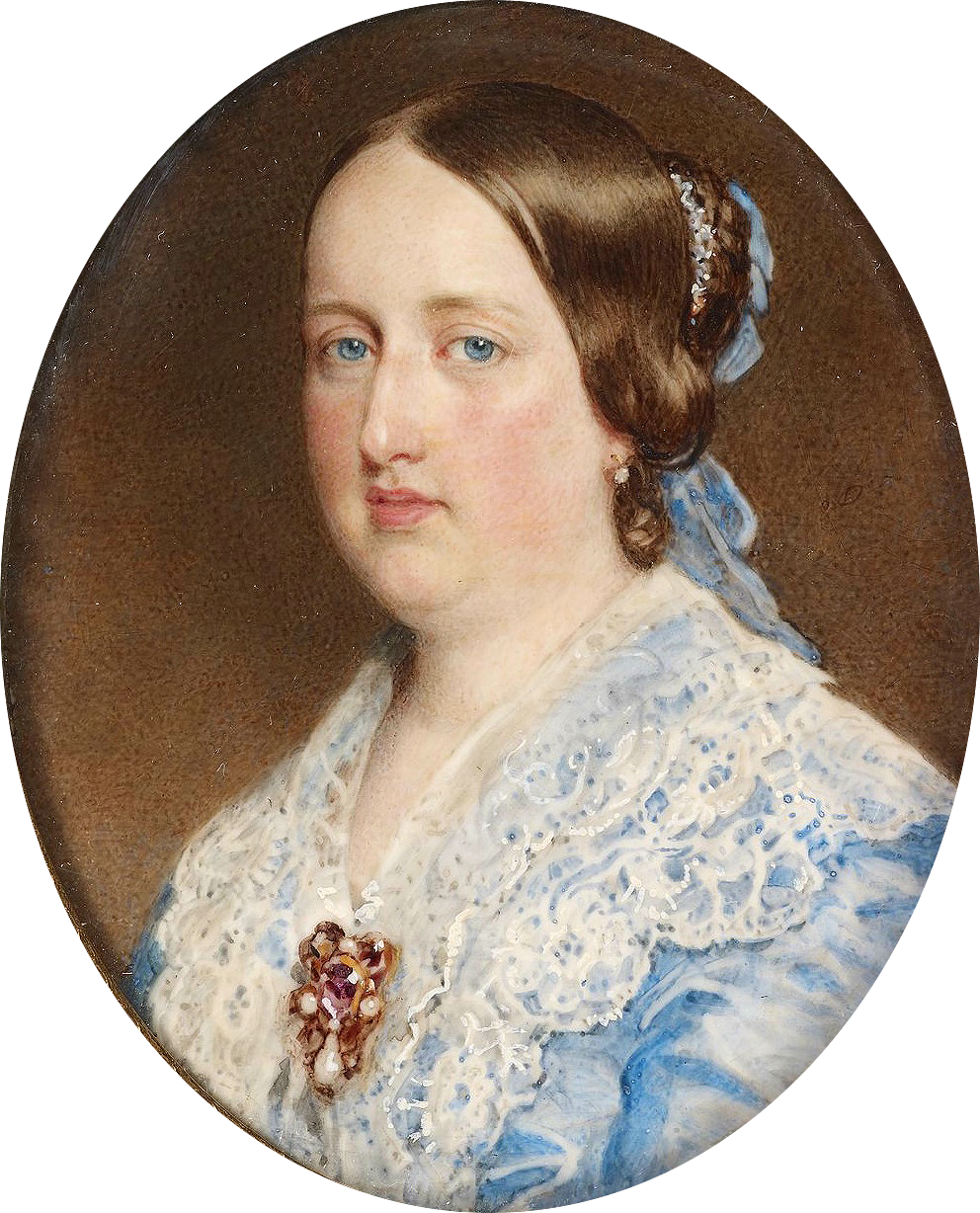
Maria II,
por William Charles Ross, 1852

Começou-se a operação. Eu subi para cima da cama. Do lado direito, a Imperatriz, toda debulhada em lágrimas; a Rainha com ânimo, sem ter um desmaio, mas com muito mau parecer e, queixando-se de que sofria bastante, disse com a sua voz natural: "Ó Teixeira? Se tenho perigo, diga-mo; não me engane".
A Imperatriz desceu da cama, e disse-me: "A Rainha deve-se confessar"; e foi logo dizê-lo a El-Rei, que respondeu: "Chamem o Patriarca". Ora a este tempo já o Farto tinha baptizado o menino. O Patriarca entrou, e a operação não estava de todo acabada, e tudo era horroroso, mas eram mais de dez horas. Acabou-se, e o Patriarca falou com a Rainha, que estava bem mal, e disse-lhe que fizesse com ele o acto de contrição para a absolver, mas, depois disto, pôde Sua Majestade confessar-se, sacramentar-se e ungir-se, e às onze horas e meia expirou.
Não faço reflexões, mas tenho o maior sentimento de que não viessem o José Lourenço e Magalhães Coutinho, que os foram buscar quando não havia remédio.
A Rainha dizia: "- Não é nada como das outras vezes". E Ela já tinha passado por uma operação. Não posso explicar a consternação de El-Rei Fernando e de todo o Paço.
Triste embalsamação, que se fez no dia 16, estando eu sempre, e durou a do Infante e a da Rainha sete horas. Acabada esta aflição, foi a de se vestir, o que era quase impossível, no estado da dissolução em que estava Sua Majestade, mas do modo possível se fez, levando as Ordens e manto Real, mas foi preciso fechar o caixão, porque não é possível pintar o estado de dissolução".
Jaz no Panteão Real da Dinastia de Bragança, no Mosteiro de São Vicente de Fora, em Lisboa.

## Títulos, estilos, e honrarias

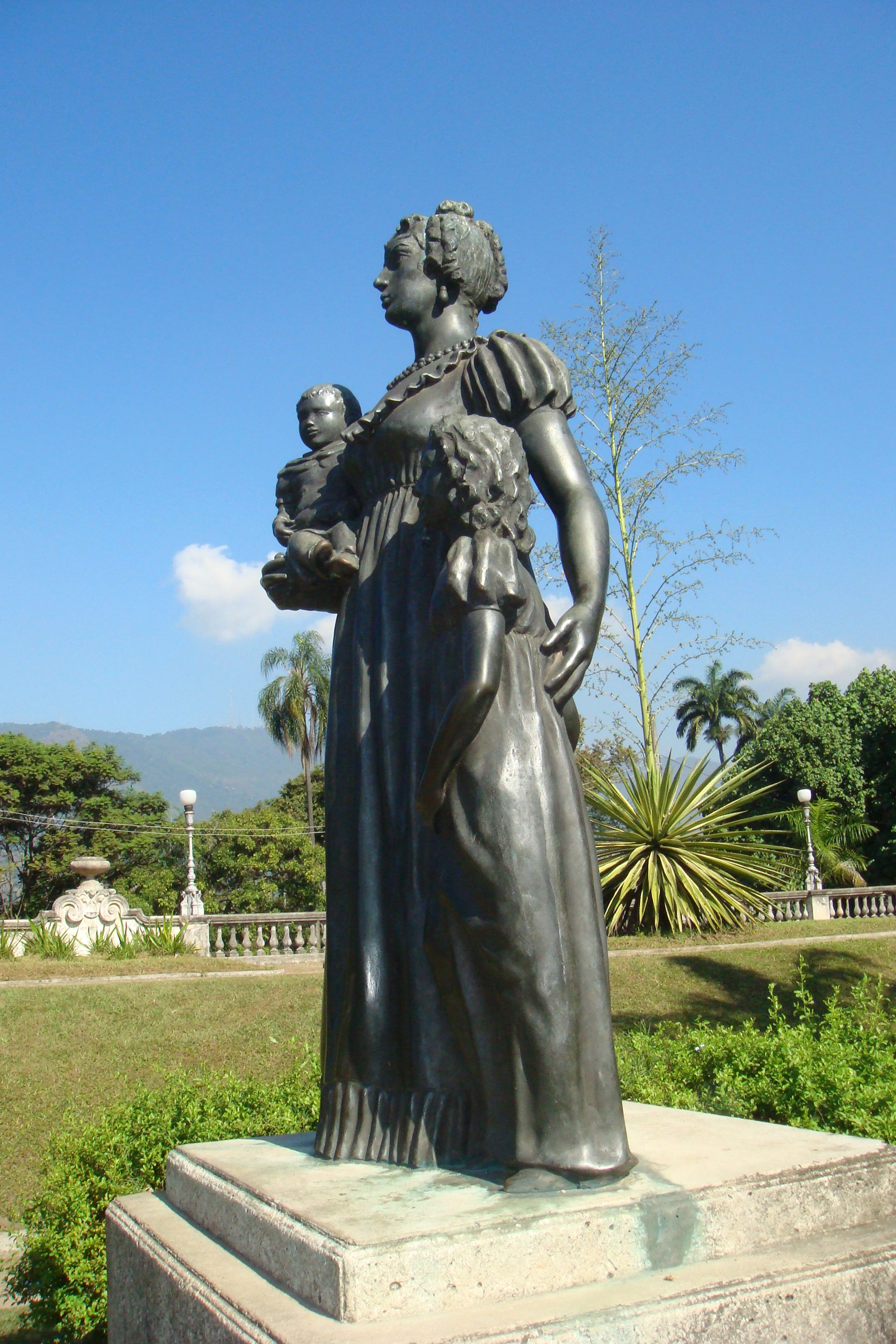
Escultura representando Maria da Glória, então Princesa do Brasil, com sua mãe e irmão mais novo, na Quinta da Boa Vista, Rio de Janeiro

### Títulos e estilos
- 4 de abril de 1819 – 6 de março de 1821: Sua Alteza Real, a Princesa da Beira
- 6 de março de 1821 – 4 de fevereiro de 1822: Sua Alteza, a Infanta Maria da Glória de Portugal
- 4 de fevereiro de 1822 – 12 de outubro de 1822: Sua Alteza Real, a Princesa da Beira
- 12 de outubro de 1822 – 2 de dezembro de 1825: Sua Alteza Imperial, a Princesa Imperial do Brasil
- 2 de dezembro de 1825 – 2 de maio de 1826: Sua Alteza Imperial, a Princesa do Grão-Pará
- 2 de maio de 1826 – 15 de novembro de 1853: Sua Majestade Fidelíssima, a Rainha

O estilo oficial de Maria como rainha era: Sua Majestade Fidelíssima, Maria II, pela Graça de Deus, Rainha de Portugal e Algarves, d'Aquém e d'Além-Mar em África, Senhora da Guiné e da Conquista, Navegação e Comércio da Etiópia, Arábia, Pérsia e Índia, etc.
| - Princesa da Beira - Duquesa de Bragança - Duquesa de Barcelos - Marquesa de Vila Viçosa - Condessa de Arraiolos - Condessa de Barcelos - Condessa de Neiva - Condessa de Ourém |  | - Princesa Imperial do Brasil - Princesa do Grão-Pará - Duquesa do Porto - Duquesa de Leuchtenberg - Duquesa de Santa Cruz - Duquesa de Navarra - Princesa de Eichstätt - Princesa de Saxe-Coburgo-Gota - Duquesa da Saxônia |

### Honrarias
Enquanto monarca de Portugal, Maria foi Grã-Mestre das seguintes Ordens:
- Ordem dos Cavaleiros de Nosso Senhor Jesus Cristo
- Ordem de São Bento de Avis
- Antiga, Nobilíssima e Esclarecida Ordem de Sant'Iago da Espada
- Antiga e Muito Nobre Ordem da Torre e Espada
- Real Ordem Militar de Nossa Senhora da Conceição de Vila Viçosa

## Descendência
De Fernando de Saxe-Coburgo-Koháry esteve grávida 12 vezes, sendo que deu à luz 11 vezes, mas só 7 dos seus filhos sobreviveram, e acabou por morrer no seu 11.º parto:
|  | Nome                                          | Nascimento              | Morte                  | Notas |
|  | --------------------------------------------- | ----------------------- | ---------------------- | --- |
|  | Pedro V de Portugal                           | 16 de setembro de 1837  | 11 de novembro de 1861 | Sucedeu à sua mãe no trono; o seu pai foi regente até atingir a maioridade; casou-se com Estefânia de Hohenzollern-Sigmaringen, porém ela morreu um ano após o casamento vítima de difteria. Pedro acabaria por morrer dois anos depois da sua esposa devido a febre tifoide. |
|  | Luís I de Portugal                            | 31 de outubro de 1838   | 19 de outubro de 1889  | Sucedeu ao seu irmão ao trono, casou-se com Maria Pia de Saboia com quem teve dois filhos. |
|  | Maria                                         | 4 de outubro de 1840    | 4 de outubro de 1840   | natimorta |
|  | João, Duque de Beja                           | 16 de março de 1842     | 27 de dezembro de 1861 | De saúde frágil, o duque nunca se casou. Morreu aos dezanove anos de idade vitimado por uma doença infecto-contagiosa comum na época, a febre tifoide. |
|  | Maria Ana                                     | 21 de agosto de 1843    | 5 de fevereiro de 1884 | Princesa da Saxónia pelo seu casamento com Jorge, Príncipe Hereditário da Saxónia, com descendência; morreu de esgotamento após cuidar do seu filho mais novo. |
|  | Antónia, Princesa de Hohenzollern-Sigmaringen | 17 de fevereiro de 1845 | 27 de dezembro de 1913 | Princesa de Hohenzollern-Sigmaringen pelo seu casamento com Leopoldo, Príncipe de Hohenzollern, com descendência, incluindo o rei Fernando I da Roménia. |
|  | Fernando                                      | 23 de julho de 1846     | 6 de novembro de 1861  | Foi tenente do Batalhão de Caçadores n.º 5 tal como seus irmãos Pedro V e o infante João de Bragança. Morreu de febre tifoide. |
|  | Augusto, Duque de Coimbra                     | 4 de novembro de 1847   | 26 de setembro de 1889 | O seu parto foi bastante complicado e sofreu de hipóxia neonatal. Seguiu carreira militar e morreu solteiro e sem descendência. |
|  | Leopoldo                                      | 7 de maio de 1849       | 7 de maio de 1849      | natimorto |
|  | Maria da Glória                               | 3 de fevereiro de 1851  | 3 de fevereiro de 1851 | natimorta |
|  | Eugénio                                       | 15 de novembro de 1853  | 15 de novembro de 1853 | natimorto |